# Термопрес

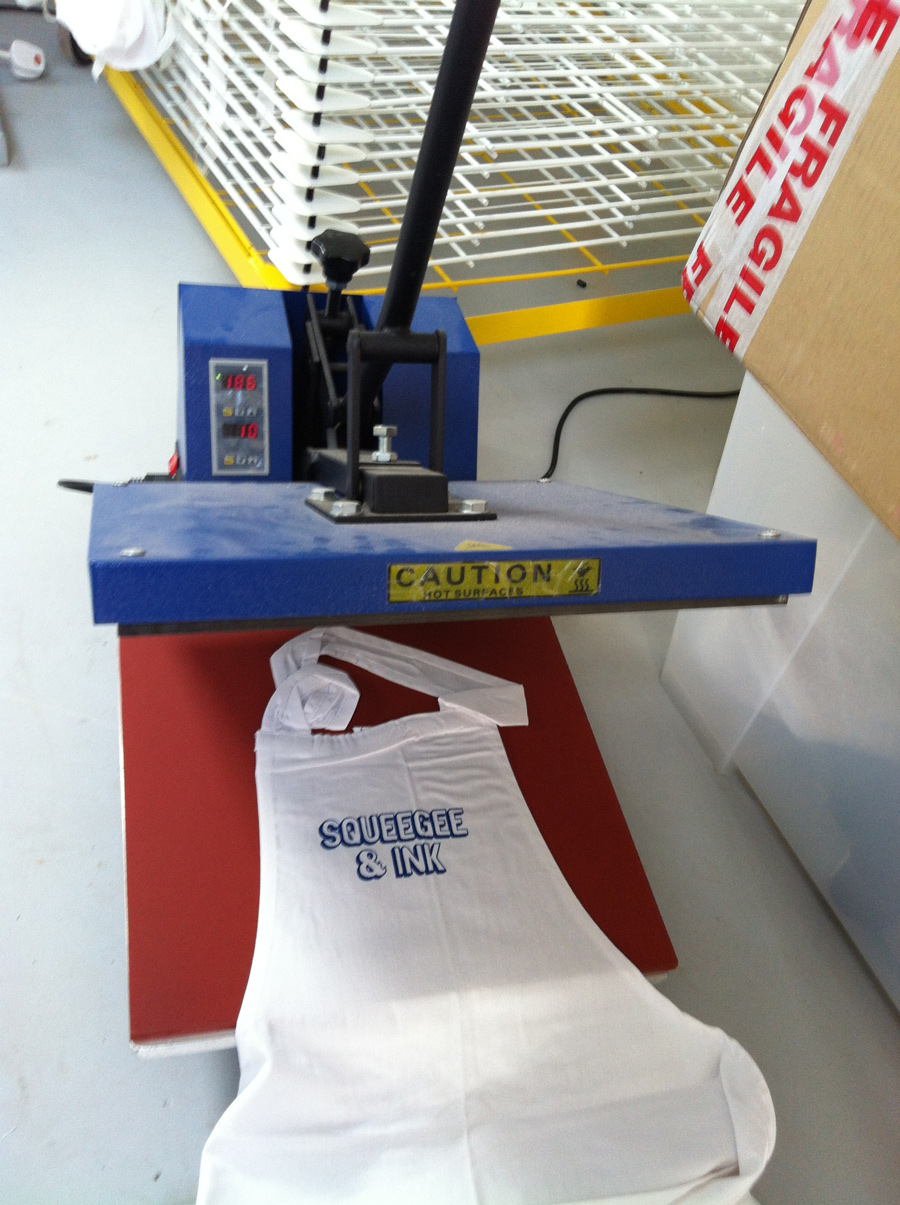
Термопрес, що використовується для перенесення зображення на тканину.

Термопрес (прес для термоперенесення) — електромеханічний пристрій, який застосовується для перенесення зображення на різні матеріали: метал, кераміку, текстиль, картон, пластик, шкіру тощо.
Процес термоперенесення відбувається під тиском, що створюється робочими поверхнями преса із застосуванням нагріву вищевказаних робочих поверхонь. Під дією тиску і підвищеної температури, зображення, попередньо надруковане на термотрансферному папері, переноситься на носій.